# Dialectos meridionales del español de España

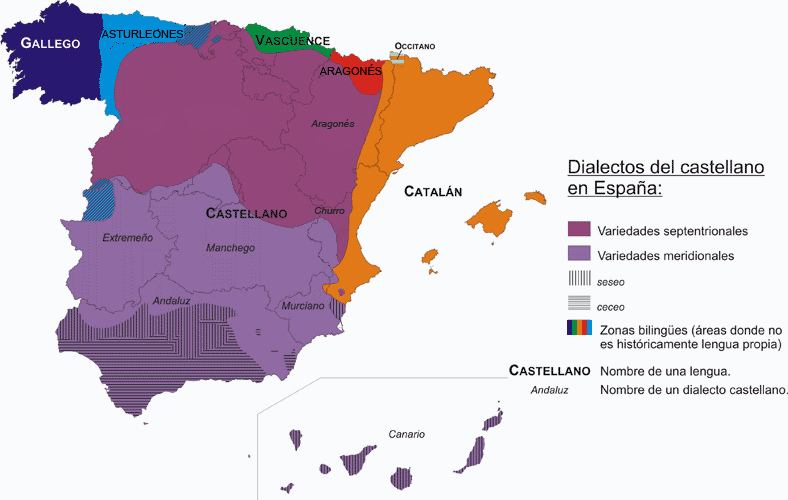
Dialectos y acentos del español en España. Los dialectos peninsulares del español meridional se muestran en tonos rojizos y violetas.

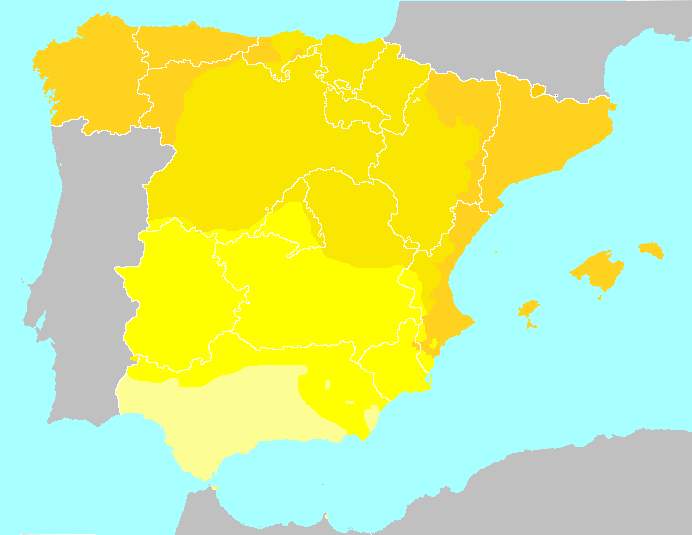
Amarillo anaranjado - Español hablado en zonas con otra lengua románica.
Amarillo mostaza - Hablas castellanas del norte.
Amarillo chillón - Dialectos no andaluces del español meridional.
Amarillo pálido - Dialectos andaluces del español meridional.

Los dialectos meridionales del castellano de España engloban una serie de dialectos del idioma español hablado en España hablados en la zona sur de la península Ibérica, así como en Canarias y, en algunas clasificaciones, las Islas Baleares. Son uno de los dos principales subconjuntos dialectales del español de España, frente a los septentrionales. Si bien el castellano meridional es muy diverso, estos dialectos comparten algunas características que son comunes a todos ellos.
Históricamente, estas variedades se formaron aproximadamente entre los siglos XIII y XVII, una época en que el español medieval sufrió importantes reajustes fonológicos, por lo que muchos de los rasgos innovados del español son universales a todo el castellano meridional o a la mayor parte del mismo, mientras que los rasgos conservados son más frecuentes en el castellano septentrional.

## Subdialectos
La división geográfica entre dialectos no llega a ser muy delimitada, como tampoco lo es entre dialectos del norte y del sur. No obstante, se suelen considerar entre los dialectos del español ibérico con rasgos meridionales los siguientes:
- Dialecto manchego (también considerado de transición).
- Dialecto madrileño (también considerado de transición).
- Dialecto extremeño.
- Dialecto murciano.
- Dialecto andaluz occidental (Huelva, Sevilla, Cádiz y parcialmente Málaga y Córdoba).
- Dialecto andaluz oriental (Almería, Granada y Jaén y parcialmente Málaga y Córdoba).
- Dialecto canario (Canarias).

## Descripción lingüística
Varias características comunes a los dialectos meridionales son:
- Predominio del yeísmo.
- Existencia de aspiraciones, particularmente de /-s/ implosiva, con resultados diversos en diferentes subdialectos.
- Desaparición casi general de <-d-> inicial e intervocálica.
- Conservación en áreas marginales de la antigua /h/ del castellano medieval, este es uno de los pocos aspectos donde el castellano meridional es más arcaizante que el castellano septentrional, aunque en la actualidad este rasgo está en retroceso.
- Confusión esporádica de las líquidas <-l> y <-r> en posición implosiva.

En los dialectos andaluces y canario, la entonación es muy melódica y variada, con una gran cantidad de tonos diferentes y una cadencia rítmica que puede ser muy marcada. En general, se puede observar una entonación ascendente en las preguntas, aunque esta entonación puede ser menos marcada que en otros dialectos del español. En las frases afirmativas, la entonación puede ser más descendente y rítmica. En el caso del andaluz oriental, también se puede notar una influencia del árabe en la entonación y la pronunciación de algunas palabras.
En el andaluz occidental, se puede notar una entonación descendente en las frases afirmativas, con una pronunciación clara de las consonantes y una diferencia muy marcada entre las vocales abiertas y cerradas. En las preguntas, la entonación también puede ser ascendente, aunque puede ser menos marcada que en otras variedades del español. En general, el andaluz occidental también se caracteriza por una pronunciación muy clara y distinta de las consonantes.